# Sant Cristòfol de la Vall
Sant Cristòfol de la Vall es una entidad de población española del municipio de Gabet de la Conca, perteneciente a la provincia de Lérida, en la comunidad autónoma de Cataluña.

## Toponimia
El nombre del lugar puede encontrarse referido con las variantes San Cristóbal de la Vall y Sant Cristòfol de la Vall.

## Historia
Hacia mediados del siglo XIX, el lugar, que por entonces compartía municipio con San Martín de Barcedana, tenía contabilizadas 20 casas. La localidad aparece descrita en el séptimo volumen del Diccionario geográfico-estadístico-histórico de España y sus posesiones de Ultramar de Pascual Madoz de la siguiente manera:

CRISTÓBAL DE LA VALL (San): l. que forma ayunt. con Barcedana, que es su cab., en la prov. de Lérida (20 hor.), part. jud. de Tremp (5), aud. terr. y c. g. de Cataluña (Barcelona 40), dióc. de Seo de Urgel: sit. entre el peñasco en que se halla la v. de Llimiana y el Monsech, sin que por esto se halle privado de tener buena ventilacion: el clima es muy caluroso en verano y algo frio y húmedo en invierno, padeciéndose principalmente intermitentes y gástricas, producidas por lo comun por la mala calidad de las aguas. Tiene 20 casas de un solo piso y mala distribucion interior, formando calles llanas aunque sin empedrar; a igl. (San Jaime Apostol) es aneja de la parr. de Llimiana, la cual sirve el cura de dicha v.: los hab. de este pueblo se surcen de agua de pozos para sus usos por carecer de fuentes: el cementerio está en desp. en parage bien situado y con buena venttilacion. El térm. es el mismo de San Martin de Barcedana. (V.) prod.: poco trigo y legumbres, vino aceite y patatas. pobl., riqueza y contr. con la cab. del ayunt.
(Madoz, 1847, p. 174)

En 2022, la entidad singular de población, perteneciente al municipio de Gabet de la Conca, contaba con una población de 11 habitantes empadronados.